# Piotr Grabowski (1947–1998)
Piotr Grabowski (ur. 30 marca 1947 w Gdańsku, zm. 7 stycznia 1998 w Warszawie) – polski aktor filmowy i teatralny.

## Życiorys

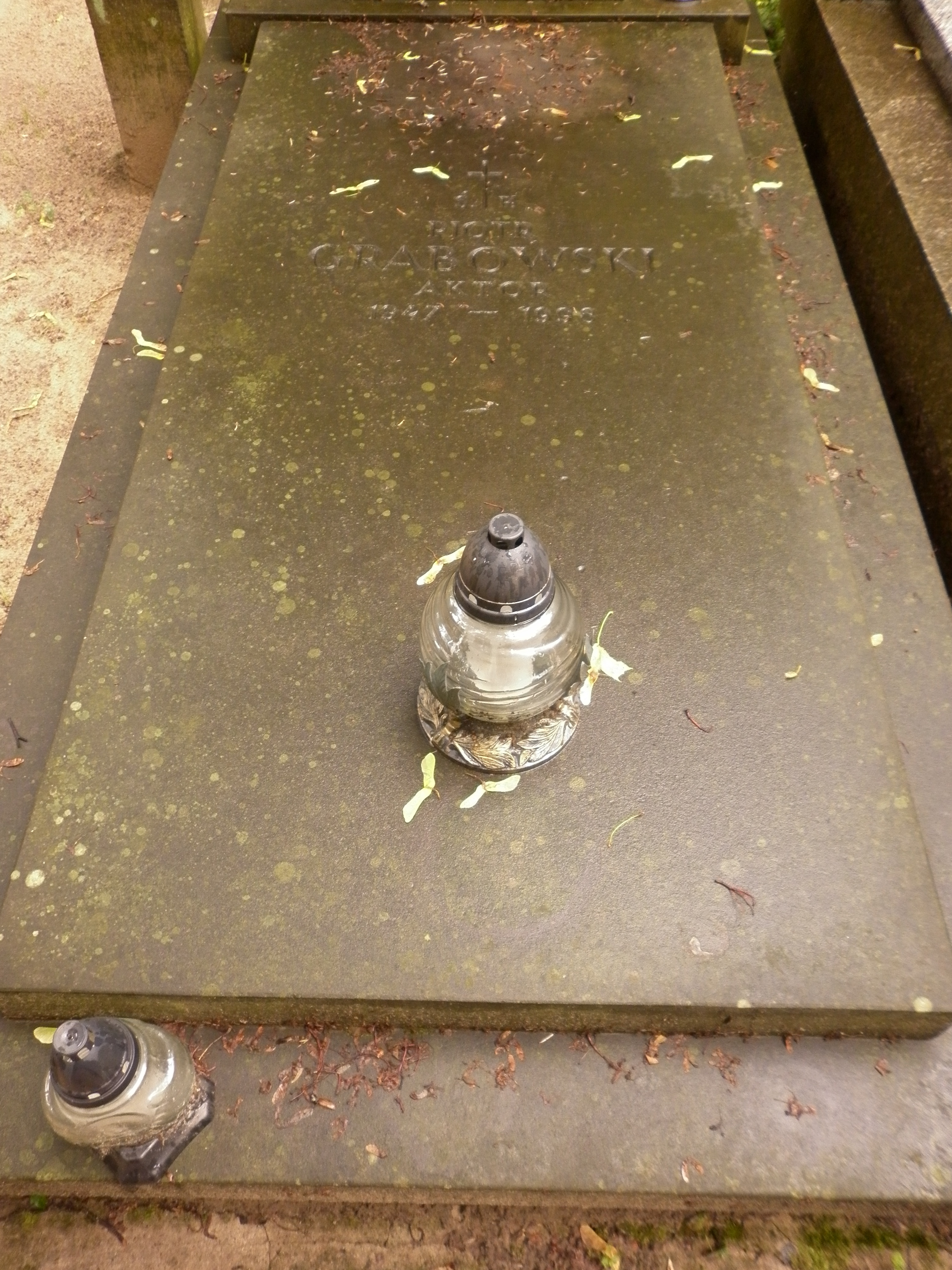
Grób Piotra Grabowskiego

W 1969 został absolwentem PWST w Warszawie. Był współzałożycielem studenckiego kabaretu Coś. W dubbingu użyczał swojego głosu postaci Myszki Miki.
W 1980 był prezesem rzeszowskiego SPATiF oraz opiekował się grupą artystyczną miłośników poezji i teatru w Sanockim Domu Kultury.
Do dziś rodzina nie ujawniła publicznie przyczyny jego przedwczesnej śmierci. Spoczywa na cmentarzu Powązkowskim w Warszawie (kwatera 71, rząd 1, grób 30).

## Kariera

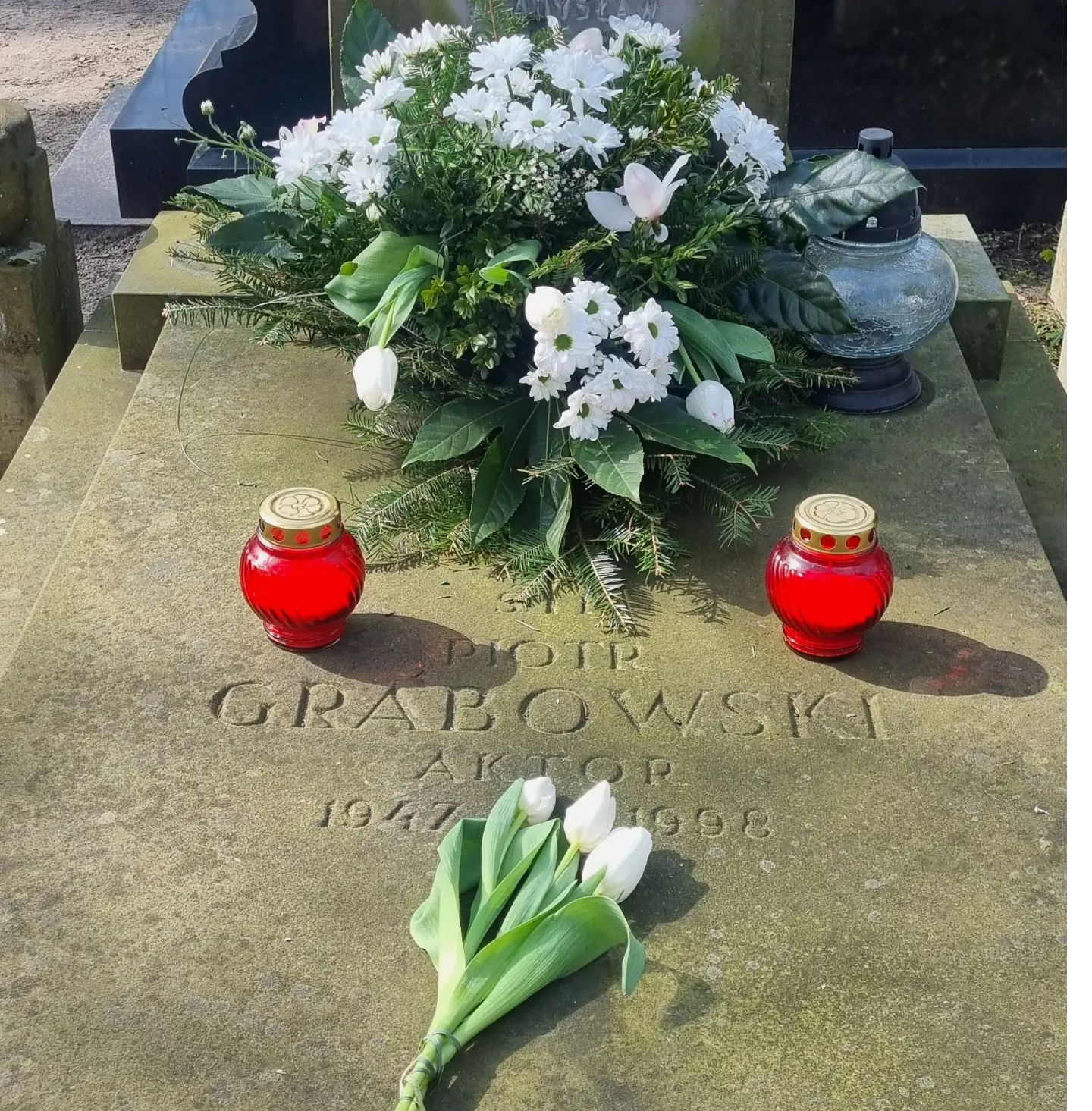
Piotr Grabowski jest pochowany w zabytkowym grobie rodzinnym z 1816 roku.

- 1969–1970: Teatr im. Juliusza Osterwy w Lublinie
- 1970–1973: Teatr Śląski w Katowicach
- 1973–1980: Teatr Nowy w Warszawie
- 1980–1983: Teatr im. Wandy Siemaszkowej w Rzeszowie
- 1983–1987: Teatr na Targówku w Warszawie
- 1988–1998: Teatr Polski w Warszawie

## Filmografia
- 1966: Mocne uderzenie – gość na ślubie
- 1966: Pieczone gołąbki – chłopak w budce telefonicznej
- 1968: Gra – gość weselny
- 1971: Perła w koronie – ksiądz
- 1975: Dyrektorzy – mąż Maryni (odcinek 1)
- 1975: Moja wojna, moja miłość
- 1976: Daleko od szosy – Józek, współlokator Leszka w hotelu robotniczym
- 1977: Akcja pod Arsenałem – żandarm Schuppe
- 1977: Dziewczyna i chłopak – wychowawca klasy Tomka (odcinek 1)
- 1977: Noce i dnie – oficer rosyjski w kawiarni (odcinek 11)
- 1977: Polskie drogi – Niemiec, morderca rodziny Poraja (odcinek 10)
- 1977: Żołnierze wolności – powstaniec
- 1977: We dwoje – Piotr
- 1978: Bilet powrotny – gość na weselu Antoniny i Pierre’a
- 1978: Ślad na ziemi – Wacek Koszucki (odcinek 3)
- 1978: ...Gdziekolwiek jesteś panie prezydencie...
- 1979: Gwiazdy poranne – żołnierz niemiecki
- 1979: Na własną prośbę – uczestnik zebrania
- 1979: Racławice. 1794 – kosynier
- 1979: Wędrujący cień – Janek
- 1980–2000: Dom – Zygmunt Kuźniak, działacz ZMP, potem sekretarz POP w FSO
- 1980: Droga – chłop
- 1980: Kariera Nikodema Dyzmy – oficer na przyjęciu
- 1980: Polonia Restituta – Eugeniusz Okoń, ksiądz, poseł na sejm ustawodawczy
- 1980: Punkt widzenia – Tomek, kolega Włodka z czasów studenckich (odcinek 6 i 7)
- 1980: Sherlock Holmes i doktor Watson – policjant Jameson (odcinki 4, 8 i 9)
- 1981: Najdłuższa wojna nowoczesnej Europy – kolega Artura Bluma na majówce (odcinek 4)
- 1981: Znachor – Zenek
- 1982: Karate po polsku – Gruby
- 1982: Polonia Restituta – Eugeniusz Okoń, ksiądz, poseł na sejm ustawodawczy (odcinek 7)
- 1982: Popielec – Władek Radzik „Siwek”
- 1983: Thais – Zenothemis, uczestnik uczty
- 1984: Przybłęda – ojciec Bartka
- 1984: Zdaniem obrony – Jóźwiak, mąż Małgorzaty
- 1985: Podróże pana Kleksa – kucharz Fortelas
- 1985: Przyłbice i kaptury (odcinek 1)
- 1985: Sam pośród swoich – Hubert Pyzik
- 1986: Cudzoziemka – gość na spotkaniu z ambasadorem
- 1986: Tulipan – realizator wywiadu z Tulipanem
- 1987: Cesarskie cięcie – chłop, mąż ciężarnej
- 1987: Dorastanie – doktorant (odcinek 1)
- 1987: Misja specjalna – oficer brytyjski
- 1987: Rzeka kłamstwa – lokaj Żabiny (odcinek 5)
- 1987: Sławna jak Sarajewo – funkcjonariusz NSDAP
- 1987: Śmieciarz – wartownik niemiecki w szpitalu (odcinek 2)
- 1987: Zabij mnie, glino – milicjant z obyczajówki
- 1988: Akwen Eldorado – kłusownik Piotr Nalazek
- 1988: Czarodziej z Harlemu – sprzedawca w Pewexie
- 1988: Generał Berling – Bolesław Kieniewicz
- 1988: Oszołomienie – Niemiec aresztujący Stachowskiego
- 1988: Piłkarski poker – konferansjer w nocnym lokalu
- 1988–1991: Pogranicze w ogniu – Hugo Bertman „Hubert”, członek komórki Abwehry w Gdańsku, współpracownik polskiego wywiadu
- 1988–1990: W labiryncie – Robert Heller, właściciel firmy „Farmahel”
- 1989: Janka – mężczyzna przyglądający się wyścigowi (odcinek 4)
- 1989: Jeniec Europy – oficer angielski
- 1989: Kanclerz – Piskorzewski, podkomendny Zamoyskiego
- 1989: Modrzejewska – dziennikarz (odcinek 5 i 6)
- 1989: Po upadku – mężczyzna w lokalu
- 1989: Sztuka kochania – pacjent Pasikonika
- 1989: Żelazną ręką – Piskorzewski
- 1990: Janka – kamieniarz
- 1990: Maria Curie
- 1990: Napoleon – Gardanne (odcinek 1)
- 1990: Pas de deux
- 1990: Superwizja – chirurg
- 1991: Kuchnia Polska – ksiądz w samolocie
- 1991: Kuchnia Polska – ksiądz w samolocie (odcinek 2)
- 1991: Niech żyje miłość – ksiądz, proboszcz parafii na Helu
- 1992: Wiatr ze wschodu – kierowca Czekowa
- 1993: Czterdziestolatek. 20 lat później – poseł (odcinek 12 i 14)
- 1993: Bank nie z tej ziemi – mężczyzna na licytacji
- 1993: Skutki noszenia kapelusza w maju – informatyk Zygmunt, przyjaciel Andrzeja
- 1993: Wynajmę pokój... – ojciec Olka
- 1993: Nowe przygody Arsena Lupin – policjant
- 1994: Ptaszka – pośrednik sprzedający budynek zakładu opiekuńczego
- 1994: Spółka rodzinna – klient Romana (odcinek 2)
- 1994: Miejsce zbrodni
- 1994: Piękna Warszawianka – członek jury
- 1995: Cwał – członek rady pedagogicznej
- 1995: Deborah – piekarz Ryk
- 1995: Ekstradycja – pracownik UOP pilnujący uśpionej sekretarki Ewy (odcinek 5)
- 1995: Kamień na kamieniu – Maciejka
- 1995: Sukces – minister przemawiający podczas podpisania umowy między FIB a Dorexem (odcinek 2)
- 1995: Les milles – piłkarz Oskar Reich
- 1996: Ekstradycja 2 – Stasio, oficer UOP (odcinki 5, 6 i 8)
- 1996: Wirus
- 1996: Król olch – żołnierz niemiecki
- 1997: Historie miłosne – sędzia
- 1997: Królowa złodziei
- 1998: Ekstradycja 3 – agent wywiadu (odcinek 10)
- 1998: Matki, żony i kochanki – urzędnik USC udzielający ślubu Stokowej i Padlewskiemu

## Polski dubbing
- 1995–1996:  Maska – det. Doyle (sezon I, oprócz odc. 11, 15)
- 1995: Goofy na wakacjach – Myszka Miki
- 1994–1995: Myszka Miki i przyjaciele – Myszka Miki
- 1990–1993: Szczenięce lata Toma i Jerry’ego – Dave Troskliwy (odc. 36a)
- 1983: Opowieść wigilijna Myszki Miki – Bob Cratchit (Myszka Miki)
- 1983: Kaczor Donald przedstawia – Myszka Miki (niektóre odcinki)
- 1982: Przygody Myszki Miki i Kaczora Donalda – Myszka Miki
- 1976: Ja, Klaudiusz – Neron (odc. 13)